# Swizz Beatz
Swizz Beatz, a właściwie Kasseem Dean (ur. 13 września 1978 w Nowym Jorku) – nowojorski producent/raper; mający korzenie afrykańskie, amerykańskie, jamajskie i portorykańskie.
Pierwsze produkcje osiągały sławę dzięki eksperymentalnym samplom.
W nowszych produkcjach fraza Swizzy pojawiała się na początku piosenek, które z reguły były akompaniowane przez gości.
Swizz aktualnie pracuje nad nowym albumem Kelly Rowland, Jennifer Lopez, Cassidy’ego, Ushera, Bone Thugs-N-Harmony, Lil’ Kim, Marca Anthony’ego, Eve, Jadakissa, Triny, Eminema, Mya, Ashanti, Mashondy, Yung Wuna, UGK, Chamillionaire’a, Ja Rule'a, Busty Rhymesa, Solange Knowles i T.I..
Wyprodukował singel z albumu Tupaca Shakura Pac’s Life.
21 sierpnia 2007 roku miała miejsce premiera jego solowego albumu – One Man Band Man, na której gościnnie wystąpili: Coldplay, Cassidy, Jim Jones, Juelz Santana, Mashonda, DMX, Lil’ Wayne, R. Kelly oraz Jadakiss.
Klub, za którego z jednych z właścicieli uważa się Kasseem Deana znajduje się w stanie Arizona nosi nazwę CBNC - (Coyote Bay Night Club).

## Życie prywatne
W 2004 r. Swizz Beatz ożenił się z piosenkarką R&B Mashonda: mają syna, Kasseem Jr., który urodził się w styczniu 2007. W kwietniu 2009 para rozwiodła się po czterech latach małżeństwa.
31 lipca 2010 r. został mężem Alicia Keys. Mają dwóch synów - Egypta Dauode'a, który przyszedł na świat 14 października 2010 roku i Genesisa urodzonego 27 grudnia 2014 r.
Kasseem Dean interesuje się także malarstwem i w wolnym czasie maluje dla siebie.
Swizz Beatz był prezesem firmy zarządzającej portalem Megaupload.com, który 19 stycznia 2012 roku został zamknięty na wniosek wielu firm fonograficznych oraz wytwórni filmowych za rażące naruszenia praw autorskich.

## Dyskografia
Albumy
- G.H.E.T.T.O. Stories (2002)
- Ryde or Die (Unreleased Tracks) (2003)
- One Man Band Man (2007)

Mixtape’y
- Monster Monday Volume One (2011)

Single
- „Guilty” (ft. Bounty Killer)
- „Bigger Business” (ft. Baby, Cassidy, TQ, Snoop Dogg, Ron Isley, Diddy & Jadakiss)
- „It's Me Bitches”
- „Come & Get Me” (ft. Cassidy)
- „Money in the Bank”
- „Swing Ya Rag” (ft. T.I.)
- „On To The Next One” (ft. Jay-Z)

## Filmografia
- Głupi i głupszy bardziej (2014)